# 西撒哈拉音乐

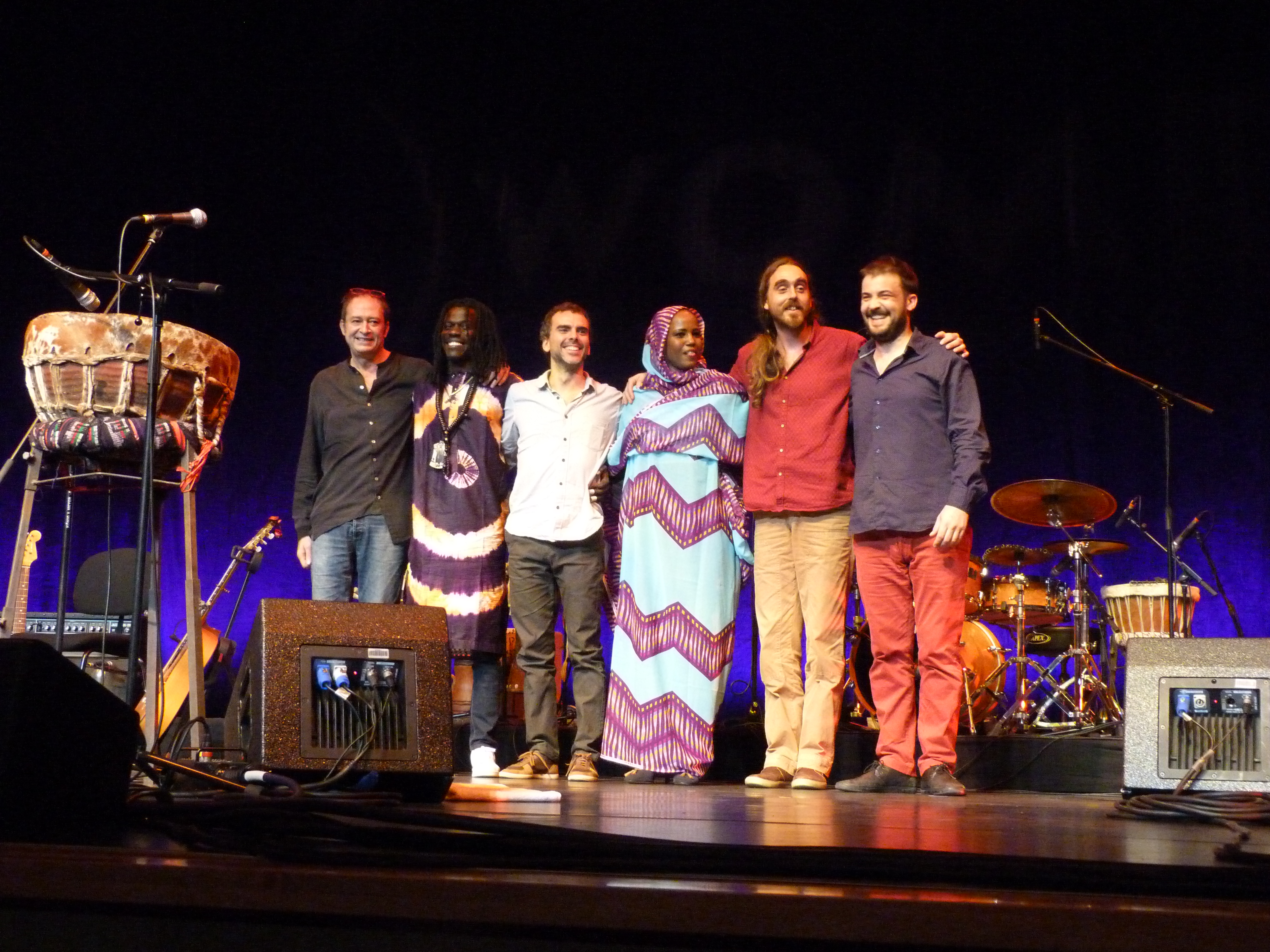
Aziza Brahim和Gulili Mankoo（乐队）-WOMEX 15，布达佩斯

西撒哈拉有着悠久的音乐传统。许多来自该国的著名音乐家定居在达喀尔，在那里他们与来自西非的音乐家进一步融合。西撒哈拉的音乐与毛里塔尼亚和摩洛哥南部等地区的音乐有很多共同点。
西撒哈拉的传统乐器有：Tbal（打击乐器）与Tidinit（弦乐器）等。